# Headed for a Heartbreak and Other Hits
Headed for a Heartbreak and Other Hits è una raccolta del gruppo musicale statunitense Winger, pubblicata il 10 ottobre 2003 dalla Rhino Entertainment.
A differenza di The Very Best of Winger, pubblicato due anni prima, quest'album non presenta alcun materiale inedito e contiene un numero ridotto di tracce.
La raccolta è stata ristampata nel 2006 sotto il titolo di Headed for a Heartbreak.

## Tracce
1. Headed for a Heartbreak – 5:13 (Kip Winger)
2. Seventeen – 4:07 (Winger, Reb Beach, Beau Hill)
3. Easy Come Easy Go – 4:05 (Winger)
4. Miles Away – 4:12 (Paul Taylor)
5. Little Dirty Blonde – 3:33 (Winger, Tyalor)
6. No Man's Land – 3:19 (Winger, Beach)
7. Spell I'm Under – 3:56 (Winger)
8. Poison Angel – 3:26 (Winger, Beach)
9. State of Emergency – 3:39 (Winger, Taylor)
10. In the Heart of the Young – 4:37 (Winger)

## Formazione
- Kip Winger – voce, basso, tastiere
- Reb Beach – chitarra solista, cori
- Paul Taylor – chitarra ritmica, tastiere, cori
- Rod Morgenstein – batteria, percussioni, cori